# Sen Sōshu
Sen Sōshu est un nom japonais traditionnel ; le nom de famille (ou le nom d'école), Sen, précède donc le prénom (ou le nom d'artiste).
Sen Sōsa (千宗左) est le nom traditionnel porté par les chefs (iemoto) de la famille Mushakōjisenke faisant partie des trois lignées de la famille Sen (san-Senke), dont le fondateur commun est Sen no Rikyū. Sen est le nom de famille, Sōshu est le nom héréditaire du chef de cette lignée. Le premier à utiliser ce nom est l'arrière petit-fils de Rikyū, Ichiō Sōshu (1605-1676), le second fils de Sen Sōtan, qui devint la première génération de la lignée Mushakōjisenke.
De même, Sen Sōshitsu est le nom traditionnel des chefs de la lignée Urasenke et Sen Sōsa celui de la lignée Omotesenke.